# Nirvania pertristis
Nirvania pertristis és una espècie d'insecte pertanyent a la família dels pèrlids i l'única del gènere Nirvania.

## Distribució geogràfica
Es troba al nord del Vietnam.